# Liste des navires de la Garde côtière du Bangladesh
La Garde côtière du Bangladesh exploite actuellement 47 navires et embarcations de surface. La plupart d'entre eux sont de petits navires de patrouille côtière. Les navires de la garde côtière utilisent le préfixe «CGS» devant le nom des navires qui signifie «navire de la garde côtière».

## Patrouilleurs
Classe Minerva  Italie :
- CGS Syed Nazrul (PL 71)
- CGS Tajuddin (PL 72)
- CGS Mansoor Ali (PL 73)
- CGS Kamaruzzaman (PL 74)

## Patrouilleurs côtiers
Classe Ruposhi Bangla  Bangladesh :
- CGS Ruposhi Bangla (P 201)

Classe Sobuj Bangla  Bangladesh :
- CGS Sobuj Bangla (P 202)
- CGS Shamol Bangla ( P 203)

Classe Padma  Bangladesh :
- CSG Sonar Bangla (P204)
- CSG Aparajeya Bangla (P205)
- CSG Shadhin Bangla (P206)

Classe Apurbo Bangla  Bangladesh :
- CGS Apurbo Bangla ( P 207)

Classe Shanghai  Chine :
- CGS Tawfique (P 611)
- CGS Tawheed (P 612)
- CGS Tamjeed (P 613)
- CGS Tanveer (P 614)

## Patrouilleurs rapides
Classe Porte Grande  Bangladesh :
- CGS Shet Gang (P 101)
- CGS Porte Grande (P 102)
- CGS Kutubdia (P 103)
- CGS Sonadia (P 104)

## Patrouilleurs fluviaux
Classe Pabna  Bangladesh :
- CGS Pabna (P 111)
- CGS Noakhali (P 112)
- CGS Patuakhali (P 113)
- CGS Rangamati (P 114)
- CGS Bogra (P 115)

## Patrouilleurs portuaires
- CGS Atrai
- CGS Gorai
- CGS Baleshwar
- CGS Tetulia
- CGS Shitolokkha
- CGS Burigonga

### Petits bateaux
Bateaux d'intervention rapide  États-Unis : 17 unités
Bateaux-ambulances  États-Unis : 3 unités
Petits bateaux de patrouille fluviale  Bangladesh : 17 unités
Vedettes rapides  Croatie : 6 unités,  États-Unis : 10 unités
Classe Defender  États-Unis : 5 unités
...